# سياق تكويني
السياقات التكوينية هي تنظيمات مؤسسية متخيلة تعرض صراعات المجتمع وحلولها. والسياق التكويني هو عبارة بنية تحد من الإمكانات المتخيلة والممارسة في النظام الاجتماعي السياسي. وأثناء فعل ذلك، تعكس هذه البنى النظم المعتادة للصراع حول الموارد الاقتصادية والسياسية والاجتماعية، التي تحكم الوصول إلى الأيدي العاملة، والولاء، والمكانة الاجتماعية، مثل سلطة الحكومة، ورأس المال الاقتصادي، والخبرة التكنولوجية، إلخ. وفي السياق التكويني، تقيم المؤسسات البنى التي توضح الصراع على السلطة الحكومية أو تخصيص رأس المال، في حين يعرض إطار العمل المتخيل المفاهيم سابقة التكوين للصور الممكنة للتفاعل البشري. ومن خلال ذلك، يضع السياق التكويني مجموعة من القواعد والدرجات، التي تصوغ الصراع القائم على التحكم في الموارد وتشكل الأفكار المتعلقة بالاهتمامات والهويات والإمكانات الاجتماعية. على سبيل المثال، السياق التكويني للنظم الديمقراطية الغربية، يشمل تنظيم الإنتاج بين المديرين والعمال، ومجموعة من القوانين الحاكمة لرأس المال، ودولة تربطها علاقات متبادلة مع المواطنين، وتقسيمًا اجتماعيًا للعمل.

## معلومات عامة
يرجع الفضل في وضع مفهوم «السياق التكويني» - الذي يُشار إليه أيضًا بنظام الحياة الاجتماعية، أو إطار عملها، أو بنيتها - إلى روبرتو أنجر. ففي حين سلّم الفلاسفة الاجتماعيون والسياسيون بالسياق التاريخي، ورأوا أن مجموعة التنظيمات المؤسسية القائمة بالفعل تؤدي بالضرورة إلى مجموعة أخرى، رفض أنجر هذا التطبيع للعالم، وعمد إلى تفسير كيفية تكون هذه السياقات وتتابعها. وأكثر الصياغات وضوحًا لهذا المفهوم ظهر في كتاب أنجر False Necessity (الضرورة الزائفة).
تقوم نظرية أنجر «الضرورة الزائفة» على فرضية السياق التكويني. وترفض هذه النظرية فكرة العدد المحدود للتنظيمات المؤسسية للمجتمعات البشرية، مثل الإقطاعية والرأسمالية. وترفض أيضًا فكرة أن تكون هذه التنظيمات ناتجة عن ضرورة تاريخية، مثلما تدعي نظريتا الليبرالية والماركسية. ويشير أنجر، بدلاً من ذلك، إلى وجود عدد لا محدود من التنظيمات المؤسسية التي يمكن أن تتحد جميعًا، وهذا الاتحاد يحدث عن طريق عملية محتملة من الصراع والتصالح والابتكار بين الأفراد والجماعات. ويرى أنجر أن مفهوم السياق التكويني يساعد في تفسير الأساس الذي تقوم عليه مجموعة معينة من التنظيمات المؤسسية واعتمادها على بعضها البعض. وهو يوضح أيضًا دورات الإصلاح والخفض التي يمر بها النظام الاجتماعي الاقتصادي والسياسي، وكيف يظل هذا النظام مستقرًا دون أن يتأثر بالصراعات والخلافات. وتوضح نظرية الضرورة الزائفة، كذلك، العلاقات في السياق التكويني، وكيفية تشكلها وإعادة تشكيلها، وكيفية حفاظها على الاستقرار على الرغم من تكوينها المشروط.

## معايير السياق التكويني
بالرغم من أن السياق التكويني لأي مجتمع يخلّف أثرًا كبيرًا على مسار الأفعال والسلوكيات الاجتماعية، فإن هذا السياق في حد ذاته يصعب رفضه أو مراجعته أو حتى التعرف عليه وسط الروتين والصراعات اليومية. ومن ثمّ، هناك نوعان من المعايير المستخدمة في تحديد ما إذا كان كيان أو مؤسسة ما تنتمي لسياق تكويني معين أم لا. أحد هذين النوعين موضوعي، والآخر شخصي. المعايير الشخصية تتعلق بمنظور الممثلين الاجتماعيين أنفسهم، والتنظيمات المفترضة في حديثهم وأفعالهم. على سبيل المثال، محاولة الشركات الكبرى والعمال حماية أنفسهم عن طريق عقد اتفاقات مع بعضهم البعض، والجهود السياسية للأيدي العاملة غير المنظمة والطبقة الوسطى للتشكيك في هذه الاتفاقات والتحايل عليها عن طريق الضغط على الحكومة، كل ذلك يقوم على الافتراض المؤسسي ذاته القائل بالتمييز بين الاقتصاد والسياسة وبأن الفوز في أحد هذين المجالين يمكن أن يوازنه الفوز في المجال الآخر. أما المعايير الموضوعية، فتتمثل ببساطة في أنه إذا أثّر استبدال البنية المقترحة على الهياكل الهرمية أو الصراعات الدورية (أي إذا غيرت هذه البنية التقسيمات الاجتماعية)، يمكن أن يتضمنها السياق التكويني. على سبيل المثال، التغيير في أيٍ من الظروف التالية من شأنه تغيير السياق التكويني لأية دولة ديمقراطية غربية تغييرًا كاملاً: إذا لم تعد الدولة ديمقراطية أو وصلت درجة الديمقراطية فيها إلى السماح بالاقتتال بين أفرادها أو تعريض مراكز القوى الخاصة للمساءلة العامة؛ أو إذا نجحت الشركات في تجاوز كل وسائل المراقبة التنظيمية للحكومة؛ أو إذا لم يتمكن أي عمال من الاتحاد معًا أو تمكنوا جميعًا من ذلك ونفذوه بالفعل.

## السياق التكويني للنظم الديمقراطية الغربية
يمكن تقسيم السياق التكويني للنظم الديمقراطية في دول شمال الأطلنطي إلى أربع مجموعات من التنظيمات المؤسسية، ألا وهي: العمل، والقانون، والحكومة، والبنية الوظيفية.
- مجموعة تنظيم العمل تميز في العمل بين مَن يحددون المهام ومَن ينفذونها، مع حصول وظائف تحديد المهام على القدر الأكبر من المكافآت المادية.
- مجموعة الحقوق الخاصة تدرك حقوق الفرد في مقابل حقوق الأفراد الآخرين وحقوق الدولة. وتلعب هذه البنية دورًا محوريًا في تخصيص رأس المال والتحكم فيه، مع ضمانها كافة صور توزيع رأس المال وتخصيصه.
- مجموعة التنظيم الحكومي هي التنظيم المؤسسي الذي يعمل على حماية الأفراد والدولة، ويمنع الموجودين في السلطة من تغيير السياق التكويني. ويربط هذا التنظيم بين القائمين على حماية الحرية وانتشار القوى. على سبيل المثال، يفشل المتنازعون من الأحزاب المختلفة في مد صراعاتهم إلى المؤسسات الأساسية التي تؤثر على التفاعلات الاجتماعية.
- مجموعة البنية الوظيفية هي أحد التقسيمات الاجتماعية للأيدي العاملة، وتتسم بنقص الطبقية أو التقسيم الديني. وتقوم هذه المجموعة على وظائف تحديد المهام والمكافآت المادية التي يحصل أصحابها على أعلى الأجور.

## الآثار على المجالات الأخرى
استفادت كثيرًا الدراسة الاجتماعية للنظم المعلوماتية من فرضية السياقات التكوينية، واستخدمتها. وفي مجال نظم المعلومات، يُعرِّف كلٌ من كلوديو سيبورا وجيوفان لانزارا مصطلح «السياق التكويني» بأنه «مجموعة من التنظيمات المؤسسية والتصورات المعرفية التي توضح النظم الاعتيادية للتفكير والممارسة لدى الأفراد في المؤسسات». ويشير هذان الباحثان إلى أن العجز المعتاد عن فحص السياق التكويني وتحديه وتشكيله يمكن أن يمنع الأفراد والمؤسسات من العمل بتنافسية ومعرفة ما يحتاجون إلى معرفته لتحقيق أقصى استفادة ممكنة من المواقف والتحولات التكنولوجية، لأن التأثير المكبل للسياق التكويني يمكن أن يؤدي إلى جمود اجتماعي ومعرفي.

## كتابات أخرى
- Unger، Roberto (1987). Social Theory, Its Situation and Its Task. Cambridge: Cambridge University Press. {{استشهاد بكتاب}}: الوسيط غير المعروف |الرقم المعياري= تم تجاهله يقترح استخدام |ردمك= (مساعدة)
- Patriotta، Gerardo (2004). Organizational Knowledge in the Making. Oxford: Oxford University Press.